# Banu Azd

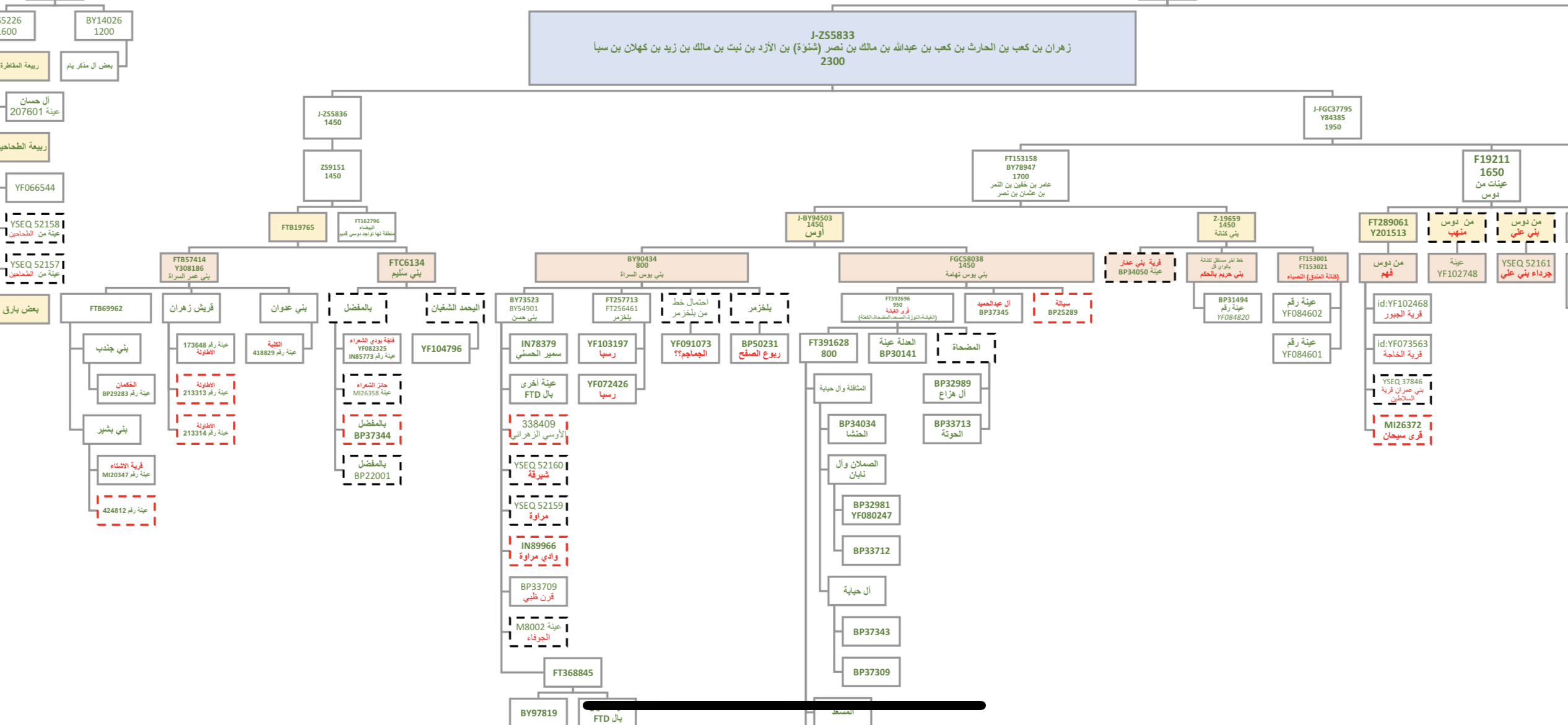
Arbre généalogique montrant les liens génétiques entre les tribus arabes.

Banu Azd est le nom d'une ancienne tribu arabe.

## Histoire
Les Banu Azd font partie d'une vaste confédération tribale de l'Arabie, dont les deux principales branches occupaient l’Asir à l'ouest et Oman à l'est.
Les Azd se réclamaient une origine yéménite (descendant de Qahtan).
Vivant au Yémen, ils doivent leur épanouissement au barrage de Ma'rib qui a irrigué les terres arides du pays.
Quand le barrage s'est effondré en 570, les Azd ont quitté leur terre pour se rendre dans des contrées moins difficiles.
Ils se sont ralliés à l'Islam du vivant de Mahomet en 631 et ont participé dès 634 aux grandes conquêtes musulmanes.
Beaucoup d'entre eux se sont installés à Bassorah dans l'actuel Irak et dans le Khorasan en Perse.
Certains clans azdites sont restés en Arabie et ont vu leur autorité décliner avec les Kharijites de tendance ibadite. Les Azd s'y maintiennent néanmoins et c'est d'eux que se réclamait au XVIIIe siècle la famille des Bani Abi Saïd.
Les sultans de Mascate et de Zanzibar dont les représentants occupent encore aujourd'hui le sultanat d'Oman se réclament des Azd.

## Personnalités et peuples Azd
- Les Ghassanides de Syrie.
- Les Lakhmides d'Irak.
- L'alchimiste Jabir Ibn Hayyan
- Ibn Duraid
- Khalil ibn Ahmad
- Sultanat d'Oman
- Les émirs des Émirats arabes unis.